# Шатов, Николай Иванович
Николай Иванович Шатов (3 февраля 1909 года — 7 марта 1992 года) —  советский тяжелоатлет.
Первый советский штангист, превысивший официальный мировой рекорд. Заслуженный мастер спорта СССР. Заслуженный работник культуры РСФСР. Судья всесоюзной категории (1939, 1955). Судья международной категории. Отличник физической культуры (1947).

## Биография
Начал заниматься спортом, работая на фабрике в Борисове. Окончил Белорусский техникум физической культуры.
Выступал с 1923 года, специализировался в лёгкой атлетике, футболе, входил в сборную Белоруссии по баскетболу. В 1925 году перешёл в тяжёлую атлетику. Выступал за ДСО «Пищевик» (Минск) — 1925 год, с 1926 года — за «Динамо» (Минск), с 1931 года — за «Динамо» (Ленинград), с 1939 года — за «Динамо» (Москва).
Первым из советских тяжелоатлетов побил мировой рекорд. 17 июня 1934 года на традиционном турнире штангистов Москвы и Ленинграда, проходившем на арене цирка «Шапито» в ЦПКиО, в рывке левой рукой поднял 78,4 кг (на штанге было заявлено 80), превысив действовавший рекорд на 0,9 кг.
Чемпион III летней рабочей олимпиады 1937 года в Антверпене в лёгком весе 315(77.5+107.5+130) рывок одной, рывок двумя, толчок двумя.
Участник Великой Отечественной войны. В августе 1941 года добровольцем ушёл на фронт. Воевал в ОМСБОН в составе диверсионной группы. В 1943 году был ранен. Был награждён боевыми орденами и медалями.
Чемпион Европы 1947 в полусреднем весе (367,5 кг в троеборье).
Чемпион СССР 1933—1938 годов, 1940 года, 1944 года в лёгком весе, 1945—1947 годов в полусреднем весе.
Установил 47 всесоюзных рекордов (35 в упражнениях классического троеборья), из которых 6 на тот момент превышали рекорды Мира (в упражнениях классического троеборья).
С 1950 по 1962 годы государственный тренер Спорткомитета СССР по тяжёлой атлетике, тренер сборной СССР на летних олимпиадах 1952 и 1956 годов.
Умер в 1992 году. Похоронен на Троекуровском кладбище в Москве.

## Награды
- Орден Отечественной войны 1 степени
- Орден «Знак Почёта» (27.04.1957) — за успехи, достигнутые в деле развития массового физкультурного движения в стране, повышения мастерства советских спортсменов, и успешное выступление на международных соревнованиях
- Медаль «За отвагу»
- Медаль «За трудовое отличие» (16.09.1960) — за успешные выступления в XVII летних и VIII зимних Олимпийских играх 1960 года, а также за выдающиеся спортивные достижения[9]